# Вища школа народного господарства (Кутно)
Університет народного господарства в Кутні (пол. Wyższa Szkoła Gospodarki Krajowej w Kutnie, скорочено — WSGK w Kutnie) — вищий навчальний заклад, що базується в місті Кутно по вулиці Лелевела 7, що майже в центрі міста.
Заклад пропонує стаціонарну і заочну (дистанційну) освіту, післядипломну освіту та широкий спектр курсів підвищення кваліфікації.
Університет має свої власні житлові будинки, гуртожитки, соціальні об'єкти і спортивні майданчики. При університеті діє бібліотека, а також власне видавництво — «Видавництво WSGK»

## Напрямки підготовки
- Садівництво
- Сестринська справа (I ступінь)
- Сестринська справа (II ступінь)
- Геодезія й картографія (inż.)
- Геодезія й картографія (mgr)
- Інженерія
- Європеїстика (licencjat)
- Європеїстика (mgr)
- Менеджмент (різні його напрямки за вибором)
- Інформатика
- Спеціальна педагогіка
- Адміністрування

та інші.
Навчальний заклад забезпечує високий рівень освіти та всесторонній розвиток студента, що є гарантією успіху в майбутньому професійному житті. Університет дбає про свій імідж, постійно покращує умови навчання. Навчальний заклад надає студентам гуртожитки, має комп'ютерні кабінети (в тому числі MAC і AutoCaD), дидактичну базу. Студенти мають можливість отримати наукову стипендію, соціальну, стипендію ректора, грошову допомогу — на це щороку Вища Школа Економіки в Кутно виділяє понад 1 мільйон злотих. Крім цього, всі перездачі екзаменів є безкоштовними.